# Dom przy ulicy Rynek 10 w Szamotułach
Dom przy ulicy Rynek 10 – zabytkowa kamienica w Szamotułach na tutejszym Rynku. 
 Obiekt wpisany jest do rejestru zabytków pod nr rej.: 1224/A z 3.09.1970
Budynek został wybudowany w około 1835 roku. Do wybuchu II wojny światowej w budynku działało wiele organizacji społeczno - kulturalnych, między innymi w latach 1840 - 1848 w budynku miało siedzibę pierwsze polskie towarzystwo archeologiczne - Towarzystwo Zbieraczów Starożytności Krajowych. Obecnie znajduje się tam Biblioteka Publiczna Miasta i Gminy Szamotuły im. Edmunda Calliera.
Budynek piętrowy, siedmioosiowy, przykryty dwuspadowym dachem pokrytym dachówką. Na elewacji znajdują się podobizny Edmunda Calliera i Wacława z Szamotuł autorstwa Witolda Siwińskiego wykonane w 1931 roku. W 1970 roku budowla została wpisana do rejestru zabytków województwa.